# 太平洋黑鴨
太平洋黑鴨（學名：Anas superciliosa），又名紐西蘭灰鴨（毛利語：pārera），是一種鑽水鴨，分佈於印尼、新幾內亞、澳大利亞、紐西蘭與西南太平洋的許多島嶼，北至加羅林群島，東抵法屬玻里尼西亞。太平洋黑鴨可棲息於各種水體中，棲地與綠頭鴨相似，在紐西蘭受到綠頭鴨嚴重的競爭使得族群數量下降。

## 描述
太平洋黑鴨體長54-61公分，雄鴨體型一般比雌鴨大，有些島上的族群體型比主要的族群小，體色也較深。其身體呈深褐色，頭部顏色較淺，但頭頂色深，且臉上有深色的條紋。馬里亞納群島並非太平洋黑鴨的正常分佈範圍，只有時作為迷鳥在那裡出現，不過現在已滅絕的物種加姆島野鴨有可能是太平洋黑鴨與到該地過冬的綠頭鴨雜交形成。

## 分類
太平洋黑鴨有3種亞種：
- A. s. rogersi Mathews（1912）：分佈於印尼、新幾內亞南部與澳洲。
- A. s. pelewensis Hartlaub & Finsch（1872）：分佈於新幾內亞北部與西南太平洋的島嶼。
- A. s. superciliosa Gmelin（1789）：分佈於紐西蘭。

太平洋黑鴨的族群在二十世紀中葉曾因過度捕獵而減少，加上棲地破壞，數量嚴重下滑，其中紐西蘭的亞種面對體型較大的外來種綠頭鴨競爭又處劣勢，數量大幅下降，且兩物種還可以雜交，使純種的太平洋黑鴨比例銳減，1867年綠頭鴨被引進紐西蘭，一個世紀後的1981年只剩下不到5%的太平洋黑鴨仍是純種。有研究並發現兩種鴨的粒線體DNA互有基因滲入，顯示雜交發生頻繁，且雄太平洋黑鴨與雌綠頭鴨雜交，以及雌太平洋黑鴨與雄綠頭鴨雜交的情形皆有。因兩物種間缺乏生殖隔離的機制，雜種也具有生殖能力，太平洋黑鴨與綠頭鴨雜交後可能會漸形成類似加姆島野鴨的雜交種，最終使紐西蘭純種的太平洋黑鴨完全消失。

## 圖集

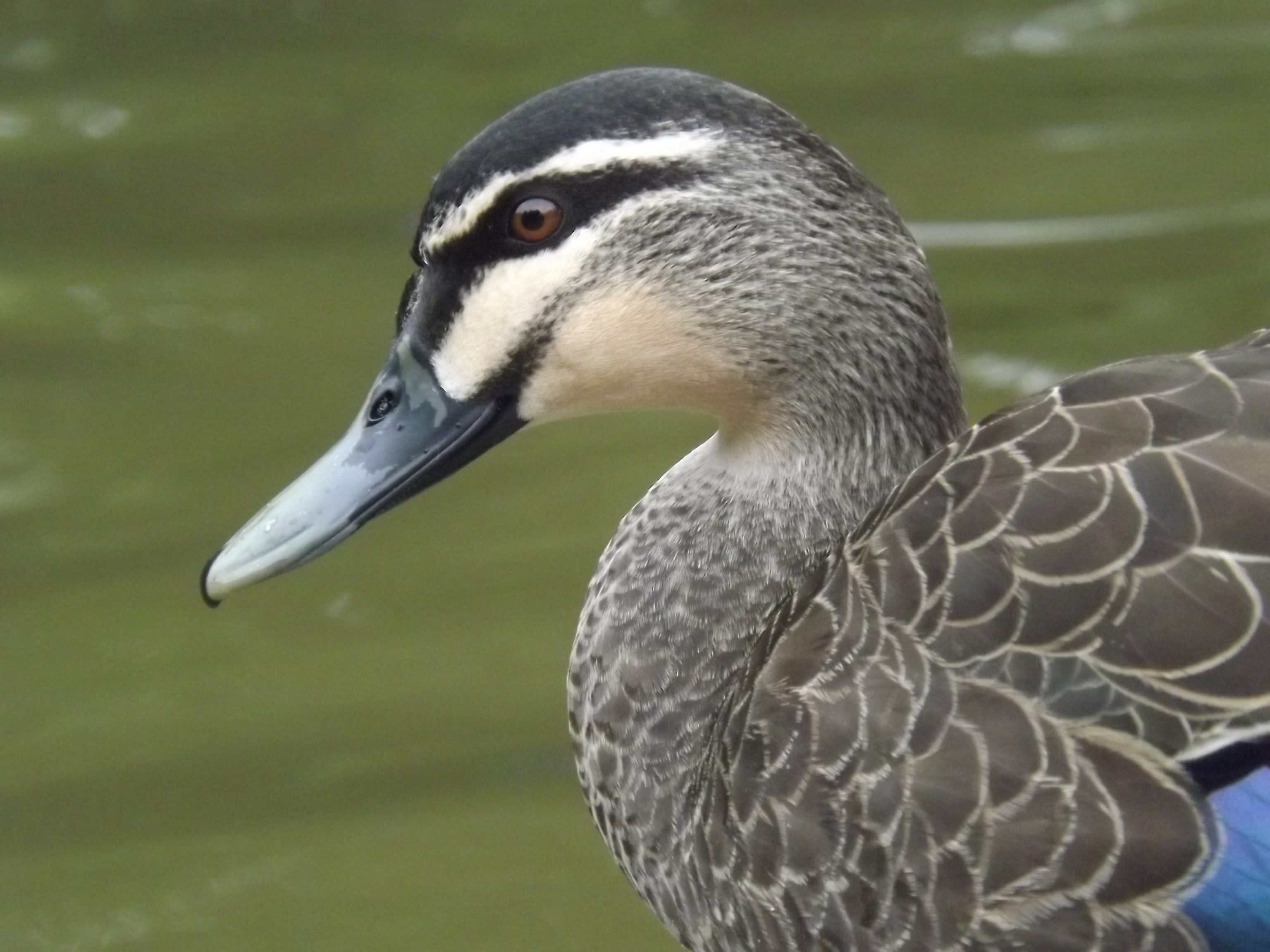
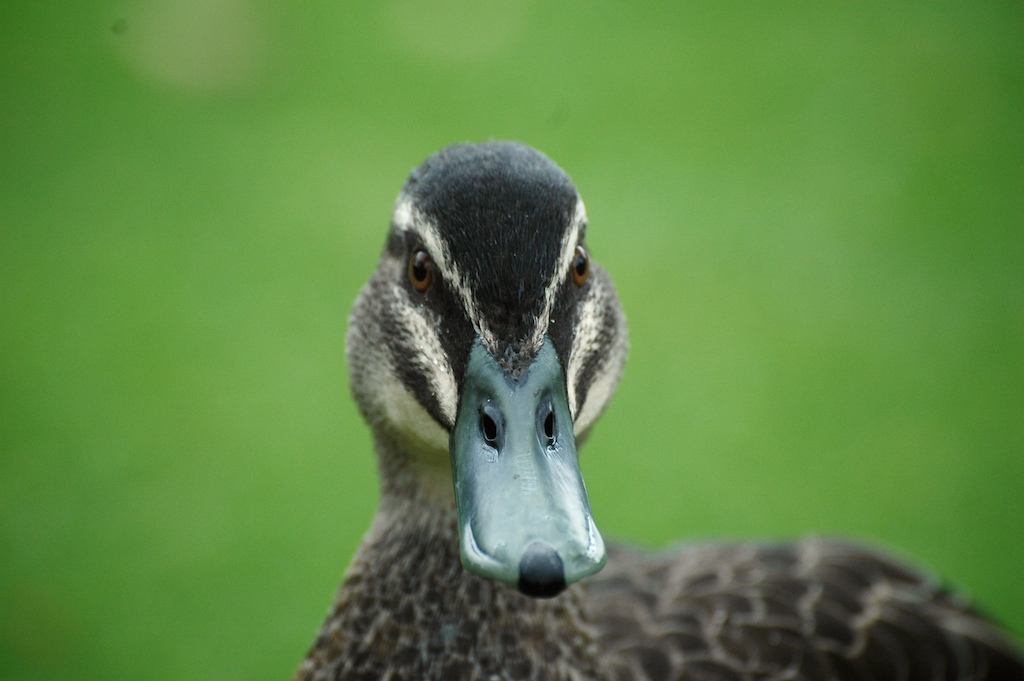
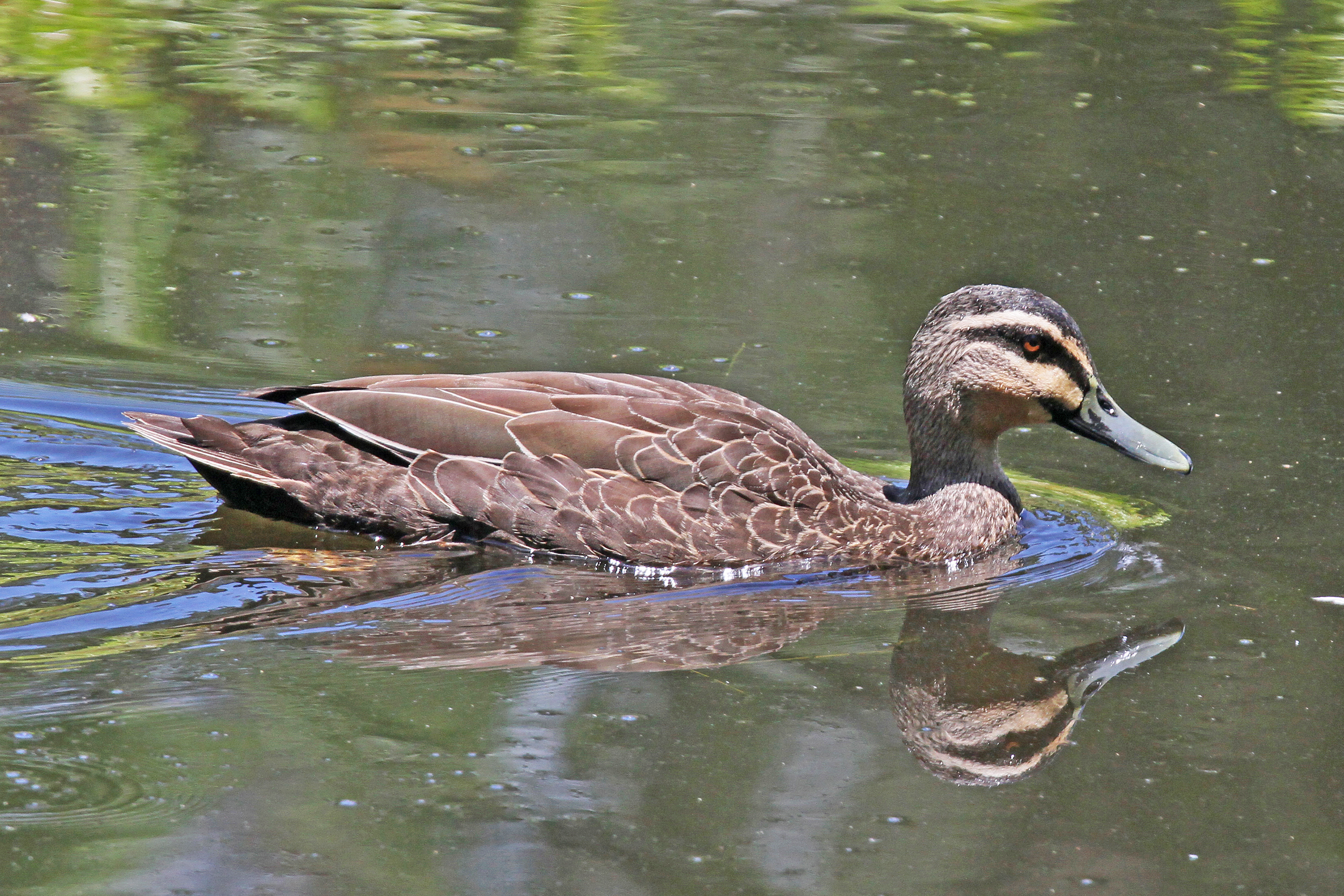